# Malo Bucino, Sofia-capitala
Malo Bucino (în bulgară Мало Бучино) este un sat în comuna Stolicina, regiunea Sofia-capitala,  Bulgaria. 

## Demografie
Componența etnică a satului Malo Bucino
     Bulgari (71,98%)
     Nicio identificare (28,01%)
     Altele (0%)
La recensământul din 2011, populația satului Malo Bucino era de 671 locuitori. Din punct de vedere etnic, majoritatea locuitorilor (71,98%) erau bulgari. Pentru 28,01% din locuitori nu este cunoscută apartenența etnică.